# 기욤 엘몬트
기욤 리칼도 엘몬트(네덜란드어: Guillaume Ricaldo Elmont, 1981년 8월 10일~)는 네덜란드의 전직 유도 선수이다. 올림픽에 3회 참가했으며 세계 선수권 대회에서 금메달 1개, 동메달 1개를 획득했다.